# Evodianthus
Evodianthus là một chi thực vật có hoa trong họ Cyclanthaceae.